# 坂井建雄
坂井 建雄（さかい たつお、1953年5月12日 - ）は、日本の解剖学者。順天堂大学医学部解剖学教授。日本医史学会第12代理事長（2017年〜）。
大阪府出身。1972年大阪府立天王寺高等学校卒業。1978年東京大学医学部医学科卒業。1983年東京大学医学博士。論文の題は「A histological study of the Harderian gland of Mongolian gerbils, Meriones meridianus(スナネズミMeriones meridianusハーダー腺の組織学的研究)」。

## 著書
- 『からだの自然誌』東京大学出版会、1993年
  - 『解剖学の歴史』講談社学術文庫、2025年。電子書籍も刊
- 『人体のしくみ』日本実業出版社<入門ビジュアルサイエンス>、1994年
- 『解剖生理学』ミクス<MR教育研修テキスト>、1995年
- 『ガラス瓶から解き放たれた人体-四六万人が目撃!!新解剖学の夜明け』NECクリエイティブ、1997年
- 『人体解剖のすべて-解剖学への招待』日本実業出版社、1998年
- 『人体は進化を語る-あなたのからだに刻まれた6億年の歴史』ニュートンプレス、1998年
- 『いのちのもとはどこにある 遺伝子と発生の話』岩波書店　1999　たんけん!人のからだ
- 『うんこ・おしっこ・いきと汗 消化・呼吸・はいせつの話』岩波書店　1999　たんけん!人のからだ
- 『からだをめぐるまっ赤な血 血液と心ぞうの話』岩波書店　1999　たんけん!人のからだ
- 『からだはこうしてできている からだの形と進化の話』岩波書店　1999　たんけん!人のからだ
- 『手や足はなぜ自由に動く 骨と筋肉の話』岩波書店　1999　たんけん!人のからだ
- 『どっちがえらい?脳とからだ 脳と神経の話』岩波書店　1999　たんけん!人のからだ
- 『謎の解剖学者ヴェサリウス』筑摩書房　1999　ちくまプリマーブックス
- 『からだの不思議 だれでもわかる解剖生理学』メヂカルフレンド社　2000
- 『血液6000キロの旅 ワンダーランドとしての人体』　講談社選書メチエ 2001
- 『人体のしくみ イラスト図解』日本実業出版社　2003
- 『よくわかる解剖学の基本としくみ』秀和システム　2006　図解入門メディカルサイエンスシリーズ
- 『人体観の歴史』岩波書店　2008
- 『人体解剖の実習中継 医学部で見た体の不思議と命の尊さ』技術評論社　2010　知りたい!サイエンス
- 『献体 遺体を捧げる現場で何が行われているのか』技術評論社　2011
- 『医学全史　西洋から東洋・日本まで』ちくま新書　2020

## 共編著
- 『人体のなりたち』佐藤達夫共編　岩波書店　1998　岩波講座現代医学の基礎
- 『腎・泌尿器』河原克雅共著　日本医事新報社　1999　カラー図解人体の正常構造と機能
- 『人、ヒトにであう 全国標本展示ガイドブック』小林身哉共編　風人社　1999
- 『からだの百科事典』五十嵐隆, 丸井英二共編　朝倉書店　2004
- 『運動器』宮本賢一,小西真人,工藤宏幸共著　日本医事新報社　2005
- 『系統看護学講座 専門基礎 [1]人体の構造と機能 第8版 1(解剖生理学)』岡田隆夫共著　医学書院、2009
- 『MRI断層解剖アトラス 3Dで見る骨と筋 3D Anatomy Project』新津守共著　日本医事新報社　2010
- 『ぜんぶわかる人体解剖図 系統別・部位別にわかりやすくビジュアル解説』橋本尚詞共著　成美堂出版　2010
- 『集中講義解剖学 カラーイラストで学ぶ』編　メジカルビュー社　2012
- 『日本医学教育史 = History of medical education in Japan』編　東北大学出版会　2012

## 翻訳
- ロベルト・カスパー『リンゴはなぜ木の上になるか 生物進化の旅』養老孟司共訳　岩波書店　1987
- E.S.ラッセル『動物の形態学と進化』三省堂、1993
- キース・L.ムーア, アン・M.R.アガー『ムーア臨床解剖学』医学書院エムワイダブリュー　1997
- チャールズ・D.オマリー『ブリュッセルのアンドレアス・ヴェサリウス1514-1564』エルゼビア・サイエンスミクス　2001
- ヴォルフ=ハイデッガー『人体解剖カラーアトラス』メディカル・サイエンス・インターナショナル　2002
- 『ジュンケイラ組織学』川上速人と監訳　丸善　2004
- シルビア・S.メイダー『ヒューマンバイオロジー 人体と生命』岡田隆夫と監訳 橋本尚詞,小林靖,渡邊卓,貞森直樹,中谷敬共 訳　医学書院　2005
- Eugene C.Toy,Lawrence M.Ross,Leonard J.Cleary,Cristo Papasakelariou『解剖学 症例ファイル』丸善、2006
- ヴォルフガング・キューネル『カラーアトラス顕微鏡写真で見る細胞組織学』石村和敬共訳　メディカル・サイエンス・インターナショナル　2006
- Michael Schunke,Erik Schulte,Udo Schumacher『プロメテウス解剖学アトラス』松村讓兒、大谷修、河田光博共監訳　医学書院　2007-2009
- キース・L.ムーア, アーサー・F.デイリー『臨床のための解剖学』佐藤達夫と監訳　メディカル・サイエンス・インターナショナル、2008
- American Academy of Orthopaedic Surgeons (AAOS),Andrew N.Pollak編 Bob Elling,Kirsten M.Elling, Mikel A.Rothenberg 『解剖生理学 救急救命スキルブック』徳永尊彦共監訳　医学映像教育センター 2010
- ガレノス『解剖学論集』池田黎太郎,澤井直共訳　京都大学学術出版会　2011　西洋古典叢書

## 受賞
- 第21回矢数医史学賞（日本医史学会）
- 第10回日本医史学会学術奨励賞（日本医史学会）[3]